# Ensayo de corte triaxial
Un ensayo de corte triaxial es un método de medición de las propiedades mecánicas de muchos sólidos deformables, especialmente suelos (e.g., arena, arcilla y roca además de otros materiales granulares). Hay muchas variantes del ensayo.
En un ensayo de corte triaxial, el esfuerzo se aplica a la muestra de material que está siendo ensayada de modo que produce esfuerzos a lo largo de un eje distinto a los esfuerzos en dirección perpendicular. Típicamente, esto se consigue colocando una muestra entre dos platos paralelos, los cuales aplican esfuerzos en una dirección (comúnmente vertical) y aplican presión de fluido al espécimen para aplicar esfuerzo en la dirección perpendicular. A continuación se trata acerca de los aparatos que permiten la aplicación de diferentes niveles de esfuerzo en cada una de las tres direcciones ortogonales, referidos como «Ensayos triaxiales verdaderos».
La aplicación de esfuerzos de compresión diferentes en los aparatos de ensayo causa que el esfuerzo cortante se desarrolle en la muestra. Se pueden aumentar las cargas y se monitorean las deflexiones hasta la falla de la muestra. Durante la prueba, el fluido circundante se presuriza y la tensión en las placas se incrementa hasta que el material en el cilindro falla y forma regiones deslizantes dentro de sí misma, conocidas como bandas de corte. La geometría del corte en una prueba triaxial generalmente provoca que la muestra se acorte y que se abulte a lo largo de los lados. Luego se reduce la tensión sobre el rodillo y la presión del agua empuja los lados hacia adentro, lo cual causa que la muestra reincremente su altura. Este ciclo generalmente se repite varias veces, mientras se recopilan datos de esfuerzo y deformación sobre la muestra. Durante la prueba, las presiones de poro de los fluidos (por ejemplo, agua, aceite, o gases) en la muestra pueden medirse usando el aparato de presión de poro de Bishop.
A partir de los datos de prueba triaxial, es posible determinar los parámetros fundamentales del material sobre la muestra, incluidos los ángulos de resistencia al corte, los de dilatación y la cohesión aparente. Estos parámetros se usan luego en modelos de computadora para predecir cómo se comportará el material en una aplicación de ingeniería a mayor escala. Un ejemplo sería predecir la estabilidad del suelo en un talud: si colapsará o si soportará los esfuerzos de corte y permanecerá en su lugar. Las pruebas triaxiales se usan junto con otras pruebas para determinar tales predicciones de ingeniería. 
Durante el corte, un material granular típicamente tendrá una ganancia neta o pérdida de volumen. Si originalmente era denso, suele ganar volumen, una característica conocida como dilatancia de Reynolds. O si era muy suelto, puede ocurrir contracción previa al inicio del corte o simultánea al corte.   
A veces, la prueba de muestras cohesivas se realiza sin presión de confinamiento (prueba de compresión no confinada). Esto requiere un aparato mucho más simple y menos costoso. La preparación de la muestra, aunque la aplicabilidad está limitada a las muestras cuyos lados no se desmoronarán cuando se expongan, y la tensión de confinamiento sea menor que la tensión in situ aporta resultados que pueden ser demasiado conservadores. La prueba de compresión realizada para la prueba de resistencia del concreto es esencialmente la misma que la efectuada con aparatos diseñados para muestras más grandes y cargas más altas, típicas de las pruebas de concreto.

## Ejecución del ensayo
Para las muestras de suelo, la muestra está contenida en una manga cilíndrica de látex con una placa de metal circular plana o una placa que cierra los extremos superior e inferior. Este cilindro se coloca en un baño de un fluido hidráulico para proporcionar presión a lo largo de los lados del cilindro. La placa superior puede ser conducida mecánicamente hacia arriba o hacia abajo a lo largo del eje del cilindro, para apretar el material. La distancia que recorre la placa superior se mide como una función de la fuerza requerida para moverla, ya que la presión del agua circundante se controla cuidadosamente. El cambio neto en el volumen del material también se puede medir por la cantidad de agua que ingresa o sale del baño circundante, pero generalmente se mide cuando la muestra está saturada de agua, valorando la cantidad de agua que entra o sale de los poros de la muestra.   

### Roca
Para las pruebas de roca de alta resistencia, la manga puede ser una delgada lámina de metal en lugar de látex. Raras veces se realizan pruebas triaxiales en roca fuerte porque las altas fuerzas y presiones necesarias para romper una muestra de roca tenaz requieren equipos de prueba costosos y engorrosos.

### Esfuerzos efectivos
Los esfuerzos efectivos en la muestra pueden medirse utilizando una superficie porosa en una placa, y midiendo la presión del fluido (generalmente agua) durante la prueba, y luego calculando los esfuerzos efectivos a partir del esfuerzo total y la presión de poro.    

### Ensayo triaxial para determinar la resistencia al corte de una discontinuidad
La prueba triaxial se puede usar para determinar la resistencia al corte de una discontinuidad. Una muestra homogénea e isotrópica falla debido a los esfuerzos cortantes en la muestra. Si una muestra con una discontinuidad está orientada de modo que la discontinuidad sea aproximadamente paralela al plano en el que se desarrollará la tensión máxima de corte durante la prueba, fallará, debido al desplazamiento de cortante a lo largo de la discontinuidad, y, por lo tanto, se puede calcular la resistencia al cortante de una discontinuidad. 

## Tipos de ensayo triaxial
Hay variaciones del ensayo triaxial:  

### Consolidado drenado
En una prueba de "«drenaje consolidado» (CD), la muestra se consolida y se corta en compresión lentamente para permitir que se disipen las presiones de poro acumuladas por el corte. La velocidad de deformación axial se mantiene constante; es decir, se controla la deformación. La idea es que la prueba permita que la muestra y las presiones de poro se consoliden completamente (se ajusten) a los esfuerzos circundantes. Es posible que la prueba demore un tiempo prolongado para permitir que se ajuste la muestra. En particular las muestras de baja permeabilidad necesitan mucho tiempo para drenar y ajustar la deformación a los niveles de esfuerzo.   

### Consolidado no drenado
En una prueba «consolidada no drenada» (CU) no puede drenarse la muestra. Las características de corte se miden según tales condiciones. Se supone que la muestra está completamente saturada. La medición de las presiones de los poros en la muestra (a veces denominada CUpp) permite aproximar la resistencia drenada consolidada. La velocidad de corte se calcula a menudo en función de la tasa de consolidación bajo una presión de confinamiento específica (mientras está saturada). Las presiones de confinamiento pueden variar desde una libra por pulgada cuadrada (psi) hasta 100 o más psi. Algunas veces requieren celdas de carga especiales capaces de generar presiones más altas.    

### No consolidado no drenado
En una prueba «no consolidada no drenada» (UU), las cargas se aplican rápidamente. No se permite que la muestra se consolide durante la prueba. La muestra se comprime a una velocidad constante (controlada por deformación).  

### Ensayo triaxial verdadero
Los sistemas de prueba triaxial se han desarrollado para permitir el control independiente del esfuerzo en tres direcciones perpendiculares. Esto propicia la investigación de rutas de esfuerzo que no pueden generarse en máquinas de ensayo triaxiales axisimétricas, que pueden ser útiles en estudios de arenas cementadas y suelos anisotrópicos. La celda de prueba es cúbica, y hay seis placas separadas que aplican presión a la muestra, con transformador diferencial de variación lineal (LVDT) que lee el movimiento de cada placa. La presión en la tercera dirección se puede aplicar usando presión hidrostática en la cámara de prueba, lo cual requiere solo cuatro conjuntos de aplicación de esfuerzos. El aparato es significativamente más complejo que para las pruebas triaxiales axisimétricas y, por lo tanto, se usa con menos frecuencia.

### Ensayo triaxial de condición final libre

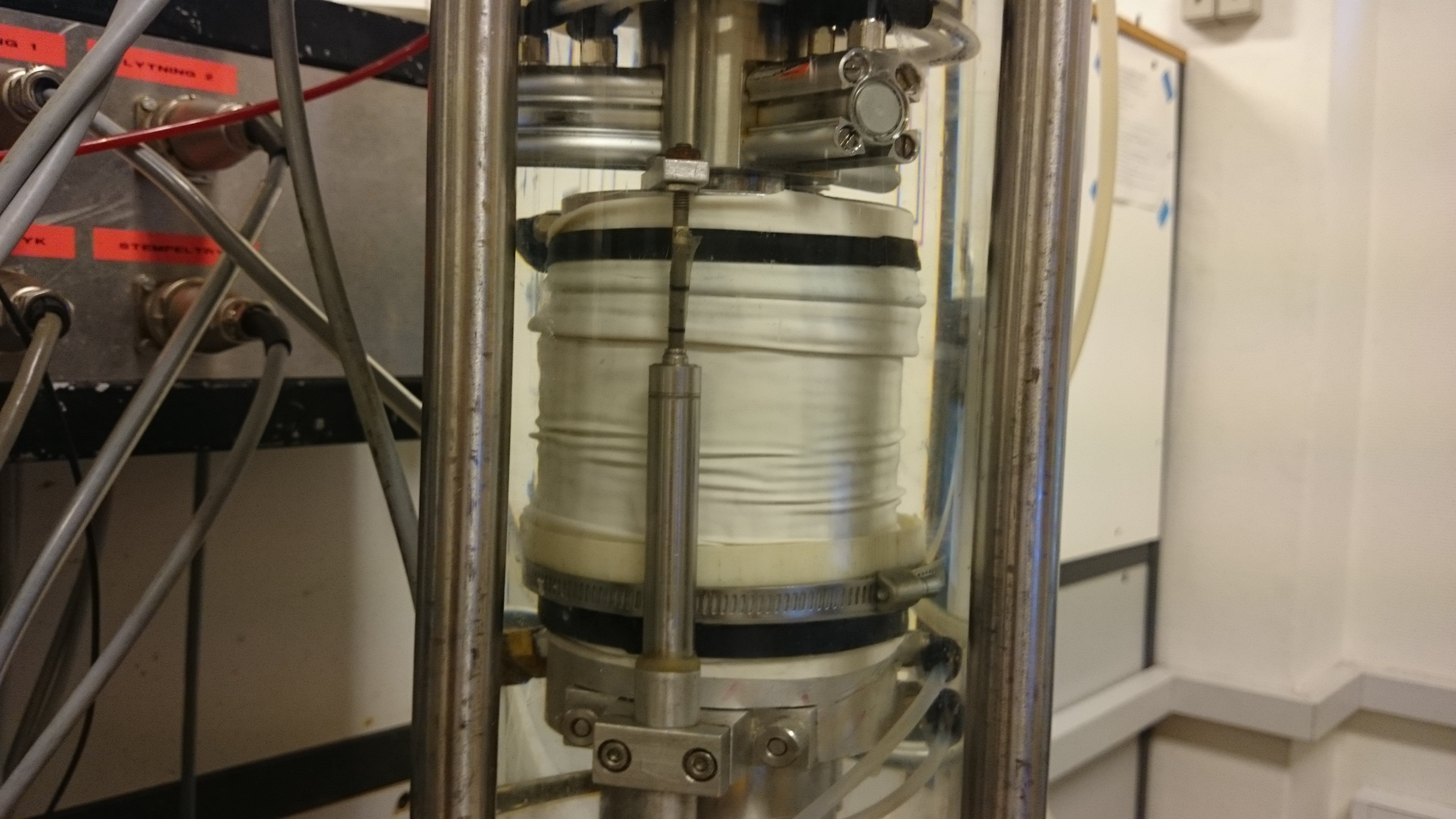
Ensayo triaxial danés en acción.

Las pruebas triaxiales de construcción clásica habían sido criticadas por su estrés no uniforme y por el campo de tensión impuesto dentro de la muestra durante las amplitudes de deformación más grandes. La discontinuidad altamente localizada dentro de una zona de cizallamiento es causada por la combinación de placas de extremo áspero y la altura de la muestra.
Para probar especímenes durante una amplitud de deformación mayor, se hicieron versiones «nuevas» y «mejoradas» del aparato triaxial. Tanto el triaxial «nuevo» como el «mejorado» siguen el mismo principio: la altura de la muestra se reduce a una altura de diámetro y se cancela la fricción con las placas terminales.
El aparato clásico utiliza placas de extremo rugosas: toda la superficie de la cabeza del pistón está formada por un filtro áspero y poroso. En los aparatos mejorados, las duras placas finales se reemplazan con un vidrio liso y pulido, con un pequeño filtro en el centro. Esta configuración permite que una muestra se deslice/expanda horizontalmente mientras se desliza a lo largo del vidrio pulido. Por lo tanto, la zona de contacto entre la muestra y las placas de extremo no genera una fricción de corte innecesaria, y se mantiene un campo de esfuerzo lineal/isotrópico dentro de la muestra.  
Debido a un campo de esfuerzo casi isotrópico extremadamente uniforme, tiene lugar un rendimiento isotrópico. Durante el rendimiento isotrópico, la deformación volumétrica se distribuye isotópicamente dentro de la muestra. Esto mejora la medición de la respuesta volumétrica durante las pruebas de CD y la presión del agua intersticial durante la carga de CU. Además, el rendimiento isotrópico expande la muestra radialmente de manera uniforme, ya que se comprime axialmente. Las paredes de una muestra cilíndrica permanecen rectas y verticales incluso durante grandes amplitudes de deformación (Vardoulakis,  1980) documentó 50 % de la amplitud de la deformación, utilizando un triaxial «mejorado» sobre arena no saturada). Esto contrasta con la configuración clásica, donde la muestra forma una corneta en el centro, y mantiene un radio constante en el contacto con las placas de los extremos.

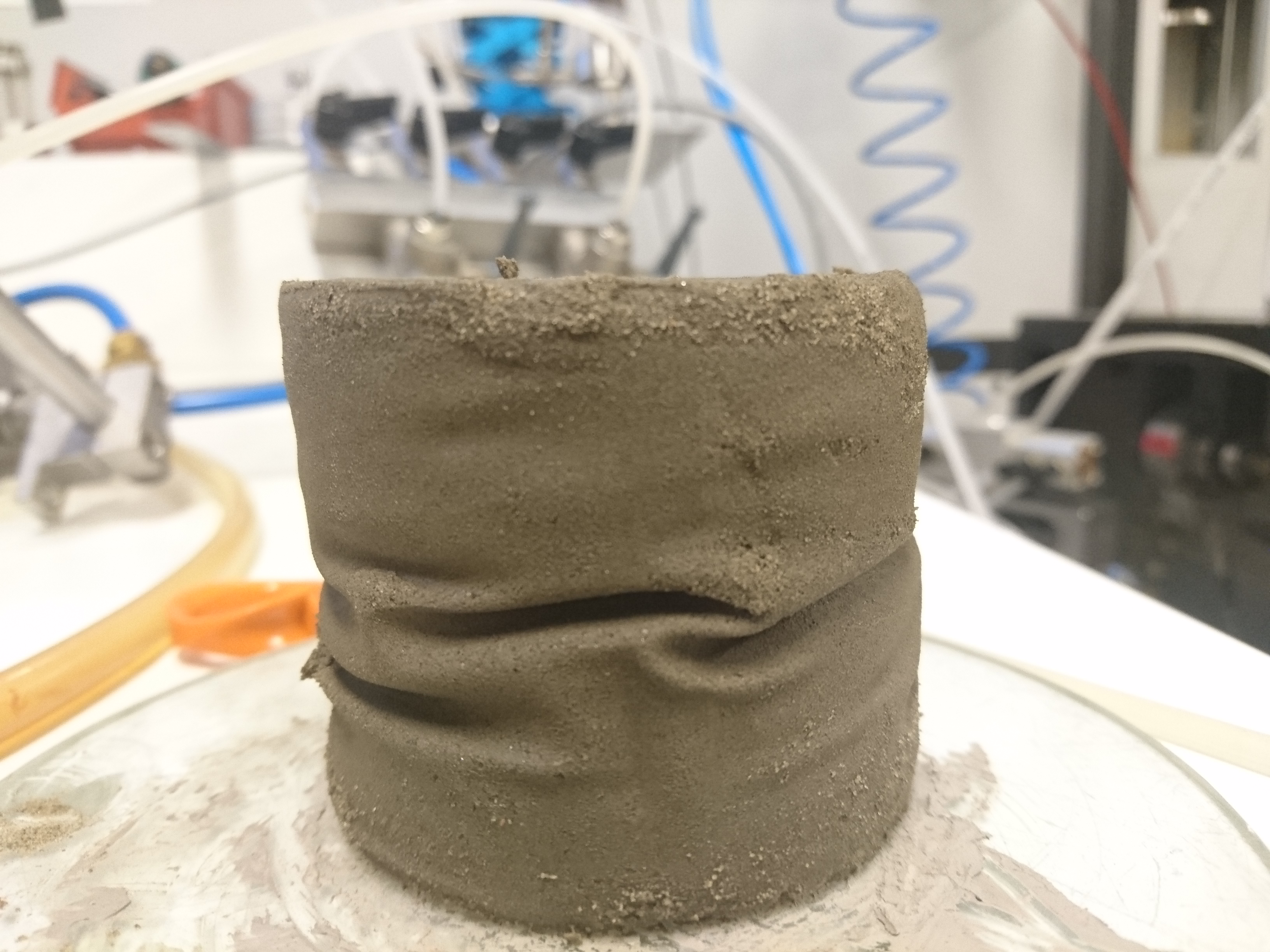
Prueba posterior a la licuefacción. La muestra de arena fina se licuó durante los ciclos CU y se recuperó con ciclos de CD muchas veces. Las arrugas se forman debido al cambio de volumen extremo impuesto al iterar entre la licuefacción y el drenaje de CU. En la muestra de estado licuado, se debe realizar lo suficientemente suave para imprimir látex fino. Durante los ciclos de CD: lo suficientemente rígido para preservar el patrón impreso. No hay ruptura abultada o cortante a pesar de numerosos casos de producción de plástico puro.

El «nuevo» aparato ha sido actualizado a the daish triaxial por L. B. Ibsen. El triaxial danés se puede usar para probar todos los tipos de suelo. Proporciona mediciones mejoradas de la respuesta volumétrica, ya que, durante el rendimiento isotrópico, la deformación volumétrica se distribuye isotópicamente dentro de la muestra. El cambio de volumen isotrópico es especialmente importante para las pruebas CU, debido a que la cavitación del agua intersticial establece el límite de la fuerza de la arena no drenada. La precisión de medición mejora al tomar medidas cerca de la muestra. La celda de carga está sumergida y en contacto directo con la cabeza de presión elevada de la muestra. Los transductores de deformación también se unen directamente a las cabezas de los pistones. El control del aparato es altamente automático, por lo cual la carga cíclica se puede aplicar con gran eficiencia y precisión.
La combinación de alta automatización, durabilidad mejorada de la muestra y gran compatibilidad de deformación amplía el alcance de las pruebas triaxiales. El triaxial danés puede producir muestras de arena CD y CU en plasticidad sin formar una ruptura de corte o abombamiento. Se puede probar una muestra para producir múltiples veces en una sola secuencia de carga continua. Las muestras pueden incluso licuarse a una gran amplitud de deformación, y luego presionarse hasta la falla de la CU. Se puede permitir que las pruebas de CU pasen al estado de CD y se prueben cíclicamente en modo de CD para observar la recuperación de rigidez y resistencia después de la licuefacción. Esto permite controlar las muestras en un grado muy alto y observar patrones de respuesta de arena a los que no se puede acceder utilizando métodos de prueba triaxiales clásicos.

## Estándares de los ensayos
La lista no es completa. Están incluidos solamente los estándares principales. Para obtener una lista más extensa se consultan los sitios web de ASTM International (EE. UU.), British Standards (UK), International Organization for Standardization (ISO) u organizaciones locales.     
- ASTM D7181-11: Método de prueba estándar para la prueba de compresión triaxial drenada consolidada para suelos[13]
- ASTM D4767-11 (2011): Método de prueba estándar para la prueba de compresión triaxial no drenada consolidada para suelos cohesivos[14]
- ASTM D2850-03a (2007): Método de prueba estándar para la prueba de compresión triaxial no consolidada no drenada en suelos cohesivos[15]
- BS 1377-8: 1990 Parte 8: Pruebas de resistencia al esfuerzo cortante (esfuerzo efectivo). Prueba de compresión triaxial[16]
- ISO / TS 17892-8: 2004 Investigación y pruebas geotécnicas-Pruebas de laboratorio de suelo-Parte 8: Prueba triaxial no consolidada no drenada[17]
- ISO / TS 17892-9: 2004 Investigación y pruebas geotécnicas-Pruebas de laboratorio de suelos-Parte 9: Pruebas de compresión triaxial consolidadas en suelos saturados de agua.[18]